# Przedsiębiorstwo Komunikacji Samochodowej w Gnieźnie
Przedsiębiorstwo Komunikacji Samochodowej w Gnieźnie (w upadłości) – przedsiębiorstwo utworzone w 1948, obecnie spółka z ograniczoną odpowiedzialnością.

## Historia
Początkowo siedziba przedsiębiorstwa mieściła się w Gnieźnie przy ul. Witkowskiej 9/11 i podporządkowana była państwowemu przedsiębiorstwu pod nazwą Państwowa Komunikacja Samochodowa Okręgu Poznańskiego z siedzibą w Poznaniu. Przedmiotem działalności było wykonywanie na obszarze województwa publicznego transportu drogowego osób i ładunków pojazdami samochodowymi, spedycji oraz wszelkich innych czynności związanych z transportem osób i ładunków oraz spedycji.
W październiku 1976 przedsiębiorstwo przeniosło się do nowego obiektu przy ul. Kolejowej 2 w Gnieźnie. W takiej strukturze działało do chwili wydania zarządzenia Prezesa Rady Ministrów w 1990 w sprawie podziału przedsiębiorstw państwowych komunikacji samochodowej.
Przedsiębiorstwo Komunikacji Samochodowej w Gnieźnie Sp. z o.o. jako samodzielne przedsiębiorstwo działa od 1 lipca 1990. Prócz siedziby w Gnieźnie posiada także placówkę terenową we Wrześni przy ul. Kolejowej 13. 18 września 2018 roku wpłynął wniosek o ogłoszenie upadłości likwidacyjnej spółki, natomiast 1 maja 2019 roku nastąpiło czasowe zawieszenie kursów. 09 maja 2019 przewoźnik, w porozumieniu z gminami Witkowo, Czerniejewo i Kiszkowo przywrócił kursowanie autobusów w kierunku Witkowa, Strzałkowa, Wrześni, Kiszkowa, Janowca Wielkopolskiego, jednak 17 maja 2019 zawiesił część przewozów, reaktywowanych 09 maja 2019 roku, a już 29 maja 2019 roku, w związku z brakiem kierowców, przewoźnik zawiesił całkowicie przewozy autobusowe.

## Działalność
Przedsiębiorstwo jest przewoźnikiem na terenie 2 powiatów: gnieźnieńskiego i wrzesińskiego. Własnym taborem obsługiwało 573 kursy i rocznie przewoziło ponad 2 500 000 osób. Jest członkiem Polskiej Izby Gospodarczej Transportu Samochodowego i Spedycji.
Obsługiwało kursy m.in. do: Dąbrówki Kościelnej, Witkowa, Strzałkowa, Skorzęcina, Powidza, Anastazewa.

## Galeria

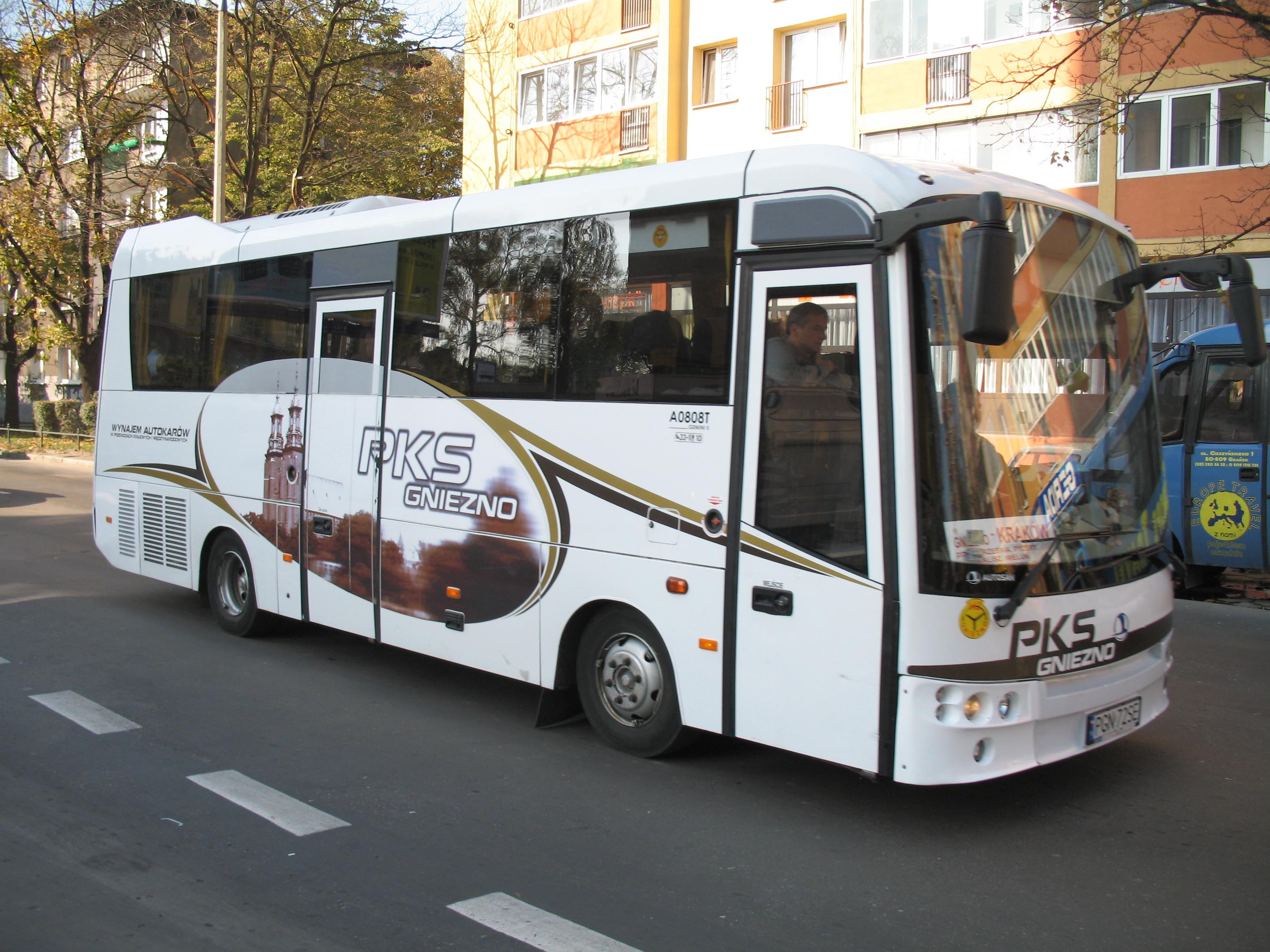
Autosan A0808T Gemini
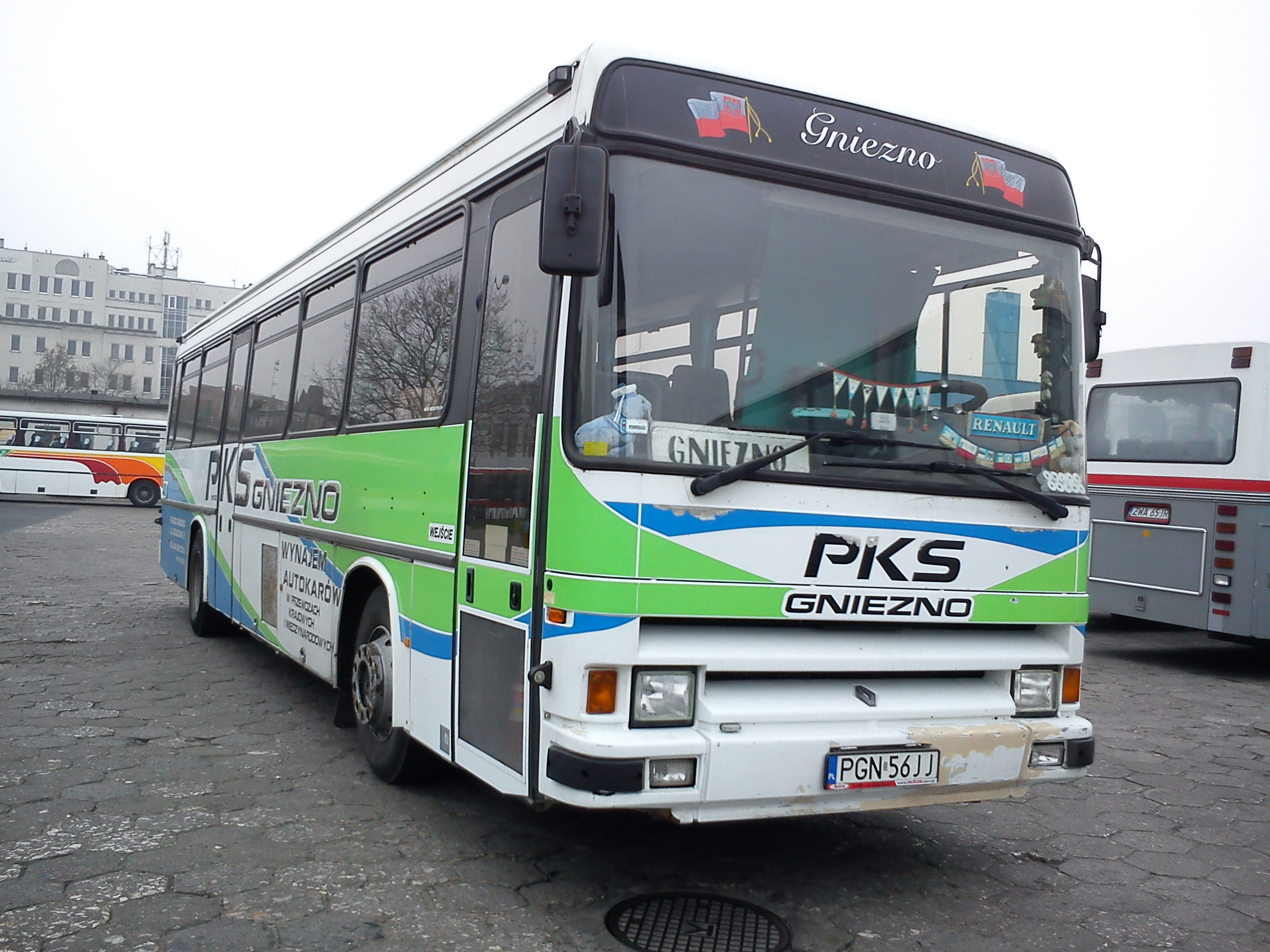
Renault Tracer
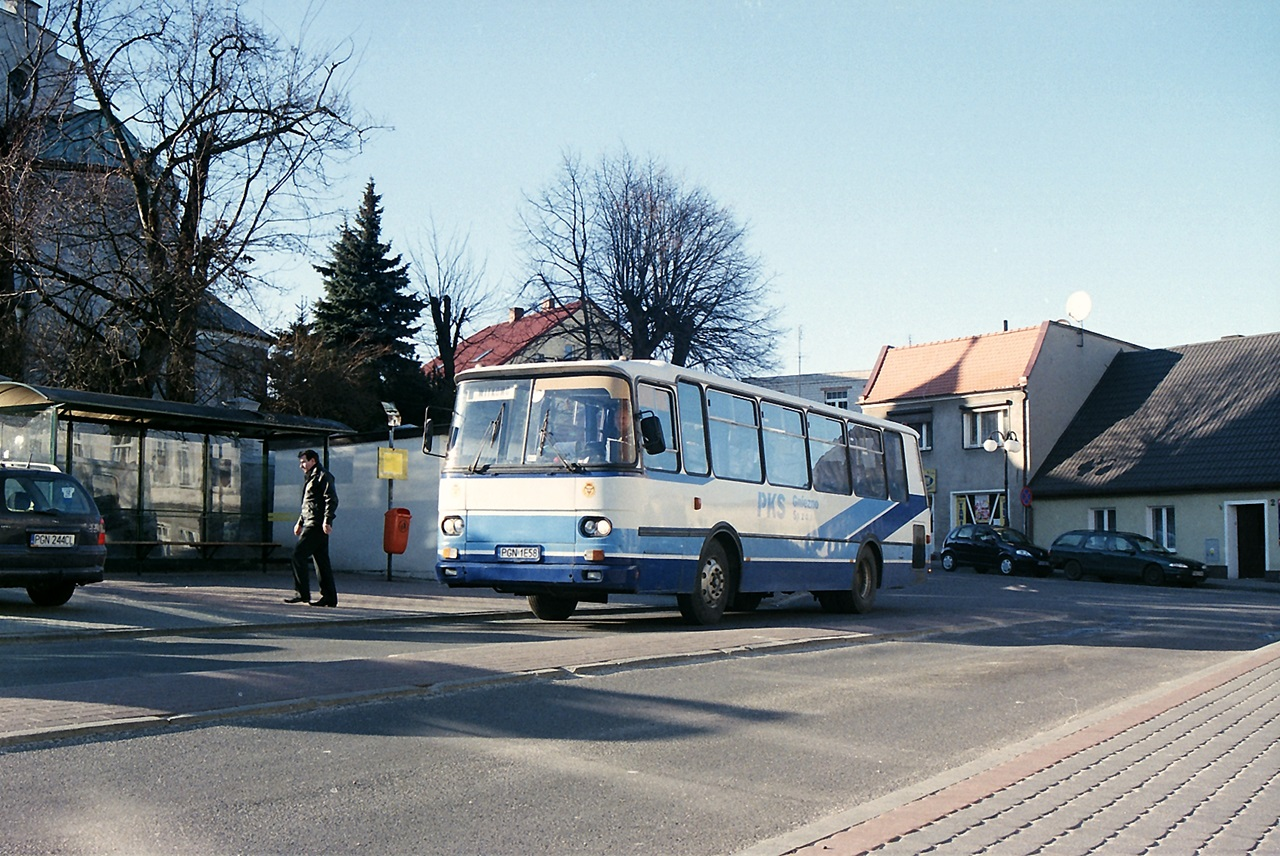
Autosan H9-21
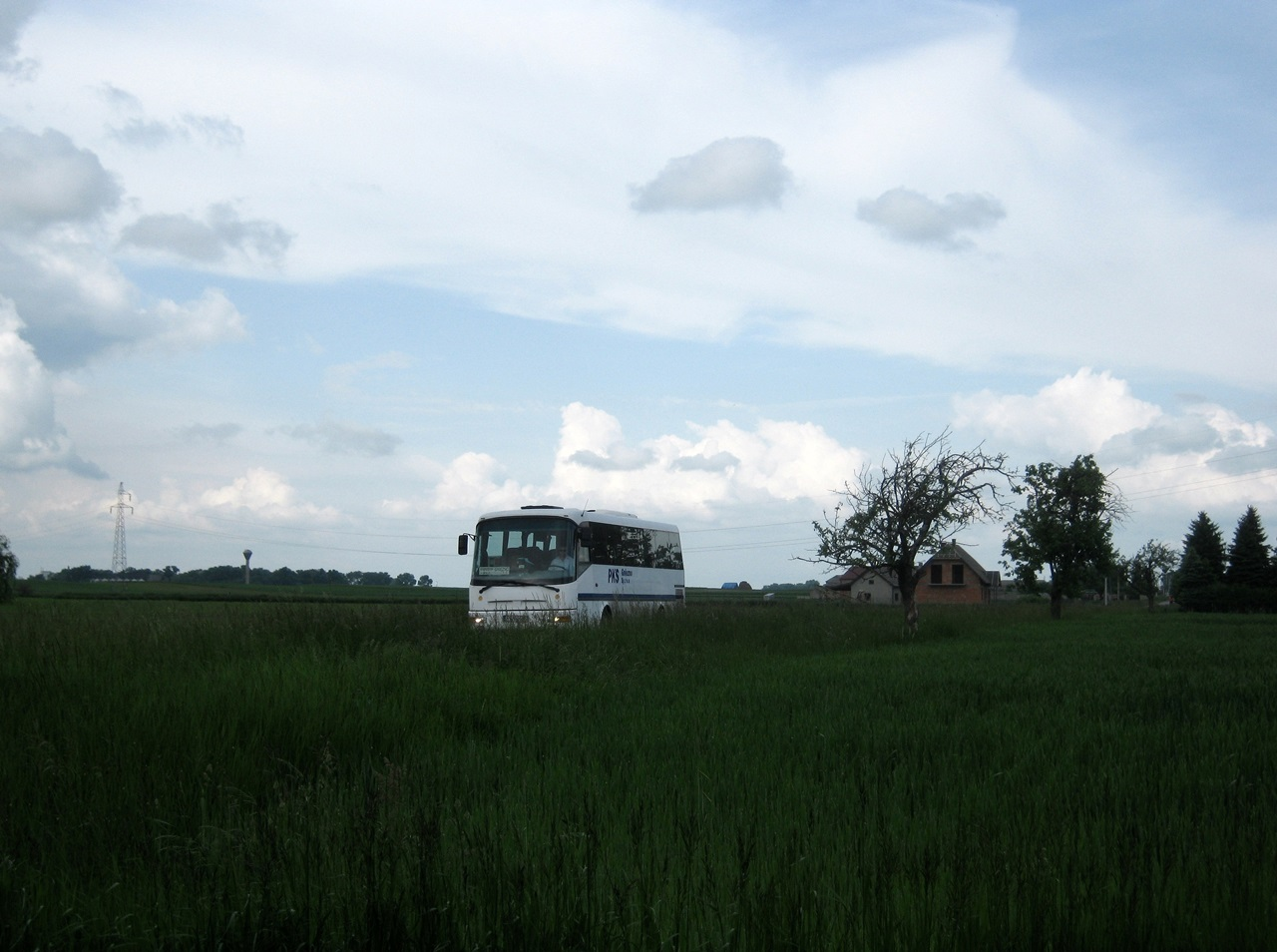
Solbus C 9,5